# ماوريسيو كورتيس
ماوريسيو كورتيس (بالإسبانية: Mauricio Cortés)‏ هو لاعب كرة قدم كولومبي في مركز الهجوم، ولد في 9 فبراير 1997 في توماكو في كولومبيا. لعب مع نادي كارباتي لفيف.

## وصلات خارجية
- ماوريسيو كورتيس على موقع قاعدة بيانات كرة القدم.إي يو (الإنجليزية)
- ماوريسيو كورتيس على موقع Soccerway.com (الإنجليزية)
- ماوريسيو كورتيس على موقع AS.com (الإسبانية)